# Antonio de la Calancha
Fray Antonio de la Calancha, conocido también como Padre Calancha (Ciudad de la Plata de la Nueva Toledo, hoy Sucre 1584-Lima, 1 de marzo de 1654), fue un religioso agustino y cronista de Charcas (hoy Bolivia).

## Biografía

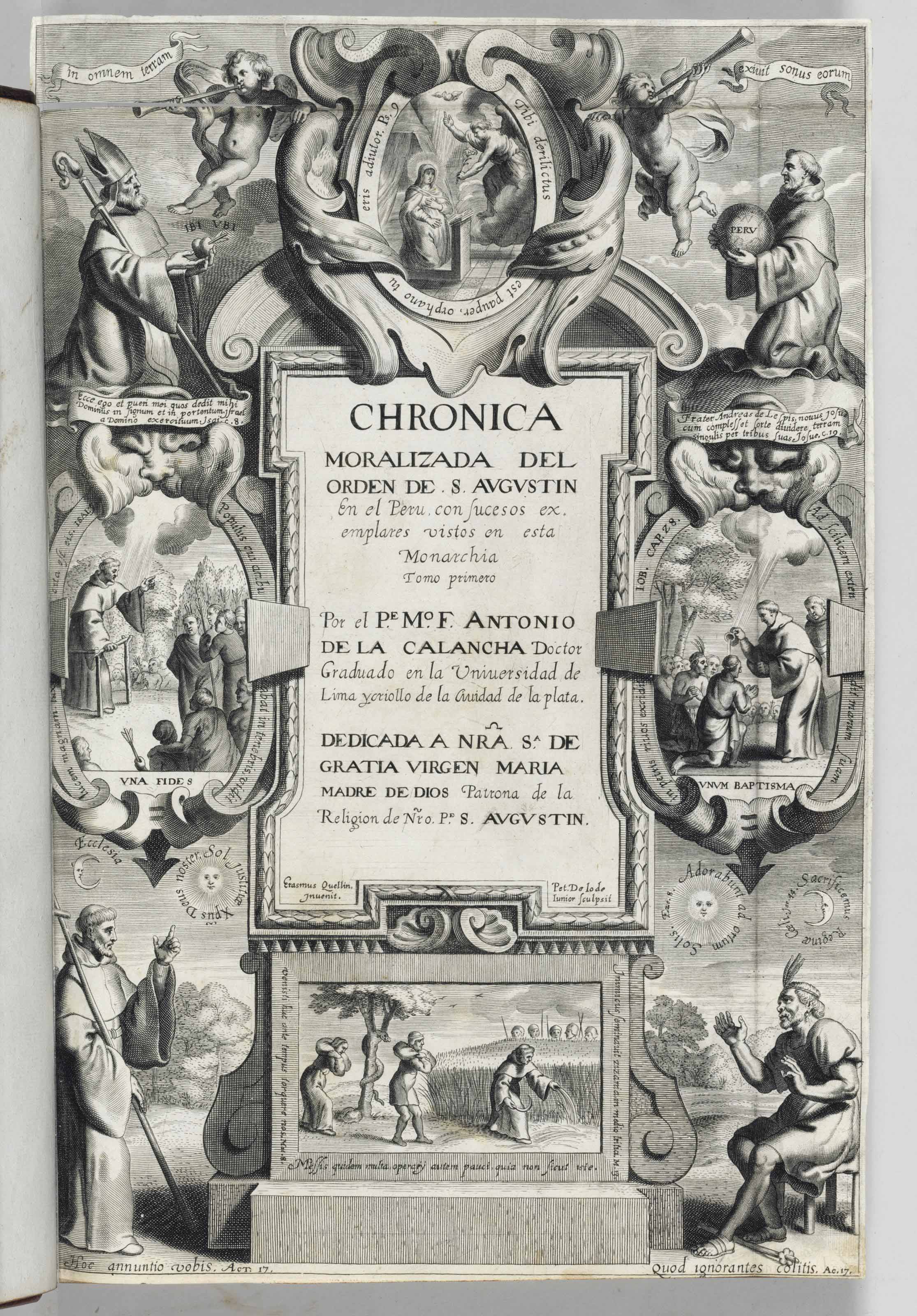
Portada de la Chrónica moralizada del orden de San Agustín en el Perú (Barcelona, 1638)

Hijo de la criolla María de Benavides y del encomendero andaluz Francisco de la Calancha, renunció a la sucesión la encomienda de su padre — Ambana en Larecaja— para ingresar en la orden religiosa de los Agustinos.
Tomó los hábitos en el convento de su ciudad natal, Sucre y estudió primero en el colegio agustino de San Ildefonso, en Lima —del que más tarde llegaría a ser rector—, y después en la Universidad de San Marcos, donde se graduó en teología.
Alcanzó cargos elevados en su orden, que le llevaron a recorrer el Perú: vivió en Potosí (1610-1614), ocupó cátedra en el convento de su orden en Cusco; conoció Arequipa y Mizque; en Trujillo fue prior y testigo del terremoto de 1619, que destruyó la ciudad. 
En esos lugares reunió un gran número de noticias para su Chrónica moralizada del orden de San Agustín en el Perú, publicada en Barcelona en 1631, traducida poco después al latín y al francés y reeditada en Lima en 1653. Calancha continuó reuniendo datos con miras a sacar otro tomo, pero su obra quedó inconclusa.
Su discípulo, el padre Bernardo de Torres, pasó en limpio la segunda parte que Calancha no había podido terminar, la finalizó y la publicó en 1655 bajo el título de Crónica de los Santuarios de Nuestra Señora de Copacabana y del Prado.
En 1630 Calancha ocupó el priorato del convento de su orden en Lima y años más tarde fundó el del Prado.
Falleció a los 70 años, en la mañana del primero de marzo de 1654, segundo domingo de Cuaresma, cuando se disponía a celebrar la misa.
El Padre Calancha escribió también el Informe hecho al Virrey, sobre los castores que se cazan desde el Callao a Chile, manifestando que son los verdaderos y rentas que puede sacar de ellos Su Magostad (1642; por castores se refería a los lobos de mar),la Vida de la Sierva de Dios Catalina de Arroyo, natural de Lima, monja donada en el Monasterio de Descalzas del Señor Patriarca San José, que despreciando su nobleza, resplandeció en virtudes y una Breve historia de la Universidad de San Marcos (publicada en 1660).
El estilo de Calancha es "ampuloso y recargado". "Ferviente culterano, siguió la corriente gongorina. En sus páginas se encuentra con frecuencia la fórmula barroca de la lucha entre el bien y el mal, las tinieblas y el pecado y mundos oníricos invadidos por apariciones sobrenaturales y divinas, en los cuales creía el autor".